# Північновідземський біосферний заповідник
Північновідземський біосферний заповідник (латис. Ziemeļvidzemes biosfēras rezervāts) — єдиний біосферний заповідник на території Латвії, розташований у північній області Відземе вздовж кордону з Естонією.
Заповідник включає багато різноманітних природних та напівприродних місць. Він охоплює величезні площі первинних і традиційних ландшафтів. Область включає 25 природних заповідників, один природний парк та дві морські заповідні зони. Більш ніж половина наземних територій біосферного заповідника охоплює ліси та болота, цінність яких підтверджується тим, що з 28 заповідних територій в біосферному заповіднику, 20 створено спеціально для охорони лісових та болотних ареалів. 
Північновідземський біосферний заповідник є привабливим для туристів своїми дивовижними природними цінностями, наприклад рікою Салаца, яка починається від мальовничого озера Буртніекс і закінчується в Балтійському морі, через 95 кілометрів. 

## Туризм
З туристичної точки зору, основними визначними пам'ятками біосферного заповідника є: 
- Річка Салаца з переважно швидким потоком, багатьма піщаними скелями і печерами, що гарно підходить для кількаденних походів на човні. Популярними місцями для туризму є містечко Мазсалаца та музей в садибі Вальтенберґю. Найдовші природні печери Латвії - печери Даушені, довжиною понад 300 метрів розташовані на березі Салаци.[6]
- Пляж Відземе. Найпопулярнішим місцем є луки Ранду, піщані пляжі з піщаними скелями, водоспади та валуни.
- Озеро Буртніекс  є четвертим за величиною озером в Латвії, протяжністю в 13.5 кілометрів із північного заходу на південний схід та 5.5 з північного сходу на південний захід. Воно знаходиться в західній частині біосферного заповідника. Середня глибина - 2.9 м, максимальна глибина - 4.1 м. В озеро впадають 23 річки. Понад 20 різних видів риб населяють озеро. Озеро популярне серед орнітологів та риболовців.
- Болото Седа є місцем з великим розмаїттям ландшафтів, біотопів та біологічних видів, зокрема птахів. Це гарне місце для спостереження за птахами під час міграційного сезону, а оглядові вежі для цього встановлені на краю болота [7]
- Місто Руджієна, яке часто називають "столицею морозива". Саме місто вважає себе більш мистецько-орієнтованим. У місті також є кілька студій художників, школа мистецтв, а місто прикрашене багатьма творами мистецтва.

## Історія
В 1990 році уряд Латвії створив Північновідземський регіональний природоохоронний комплекс в межах нинішнього біосферного заповідника. Була створена адміністрація з офісом в місті Салацгрива, яка розпочала активне планування створення першого в країні біосферного заповідника. Проєкт був амбітним, оскільки нова природоохоронна зона охоплювала приблизно 6% загальної площі Латвії, включаючи кілька міст, промислові та інфраструктурні об’єкти. 
Північновідземський біосферний заповідник був офіційно створений 11 грудня 1997 року і з того ж року він був міжнародно визнаний в програмі ЮНЕСКО «Людина та біосфера». Цей заповідник входить до Всесвітньої мережі біосферних заповідників. 
На початку, адміністрація заповідника розташовувалася в приморському містечку Салацгрива, у відреставрованому історичному будинку. В ньому працювало 11 осіб. Деякі члени персоналу були розташовані в інших районах величезного заповідника. В 2009 році управління біосферним заповідником було інтегровано в Агентство охорони природи Латвії. В 2011 році відбулася чергова реорганізація адміністрації Агентства охорони природи Латвії. Обласна адміністрація Відземе відповідала за такі великі території, як Національний парк Гауя, Північновідземський біосферний заповідник та інші заповідні ландшафтні зони і заповідники. 
З 2011 по 2013 рік не було жодного співробітника, який безпосередньо би відповідав за управління біосферним заповідником. З 2013 року створено посаду координатора біосферного заповідника. 
Існує консультативна рада, яка складається з 24 членів, які представляють місцеві муніципалітети, урядові установи та громадські організації. 

## Основна статистика
- Населення: 49591 у 2017 році
- Координати: від 57°20' до 58°10' північної широти; від 24°20' до 26°00' східної довготи
- Загальна площа: 4 576 км² (приблизно 6% площі Латвії), з них: 
  - Святилища: 184.4 км²
  - Ландшафтні охоронні зони: 1 600 км²
  - Нейтральні зони: 1 625.6 км²
  - Морський берег до глибини 10 м: 1 160 км²
- Висота над рівнем моря: 0 - 127 м
- Основні екосистеми: помірні хвойні та мішані ліси. Представлені всі типи лісів Латвії, високі болота, прибережні дюни, прибережні луки, незаймані пляжі, природні озера і струмки, скелі з пісковиками.

## Галерея

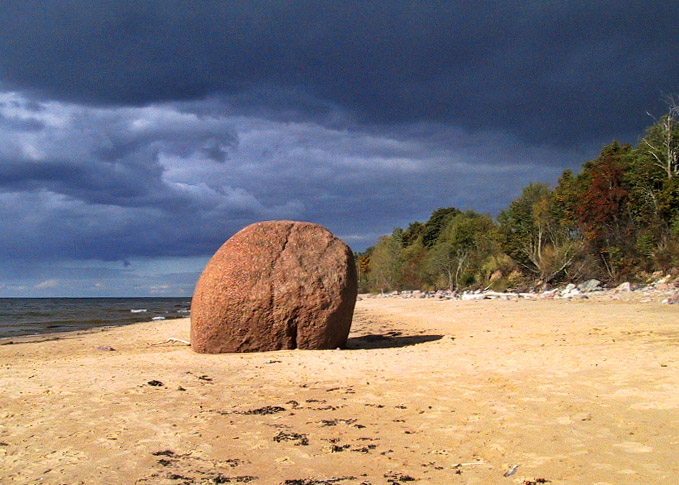
Камінь Лаусі на пляжі Відземе
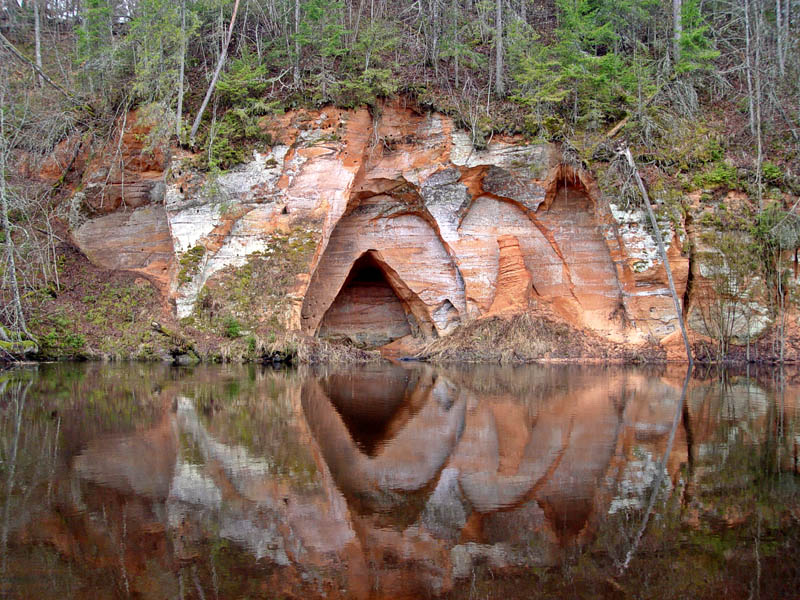
«Печера Янгола» на березі річки Салаца
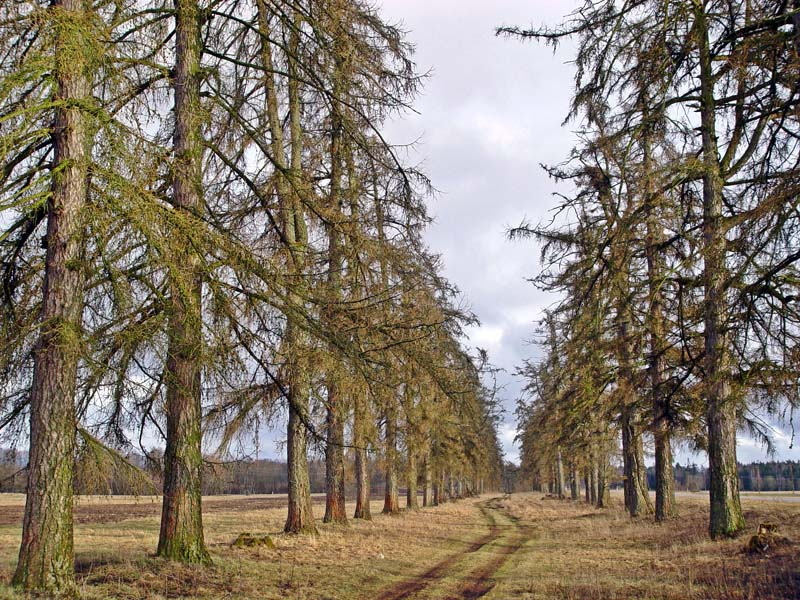
Ряд модрин поблизу села Масісі
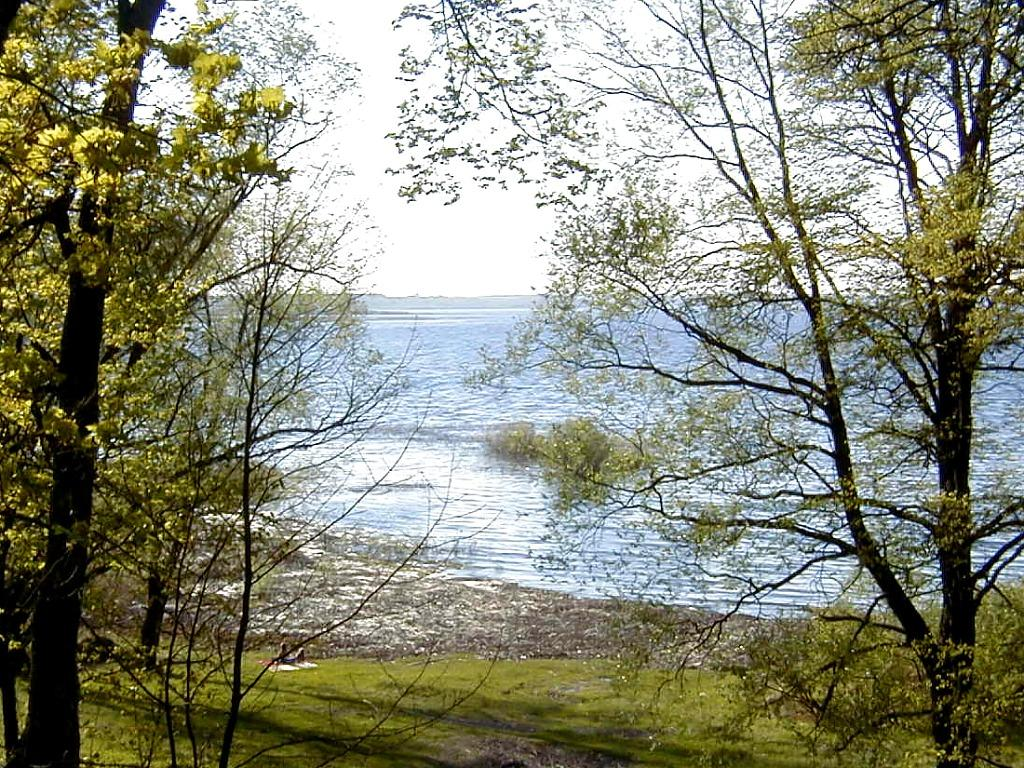
Озеро Буртніекс
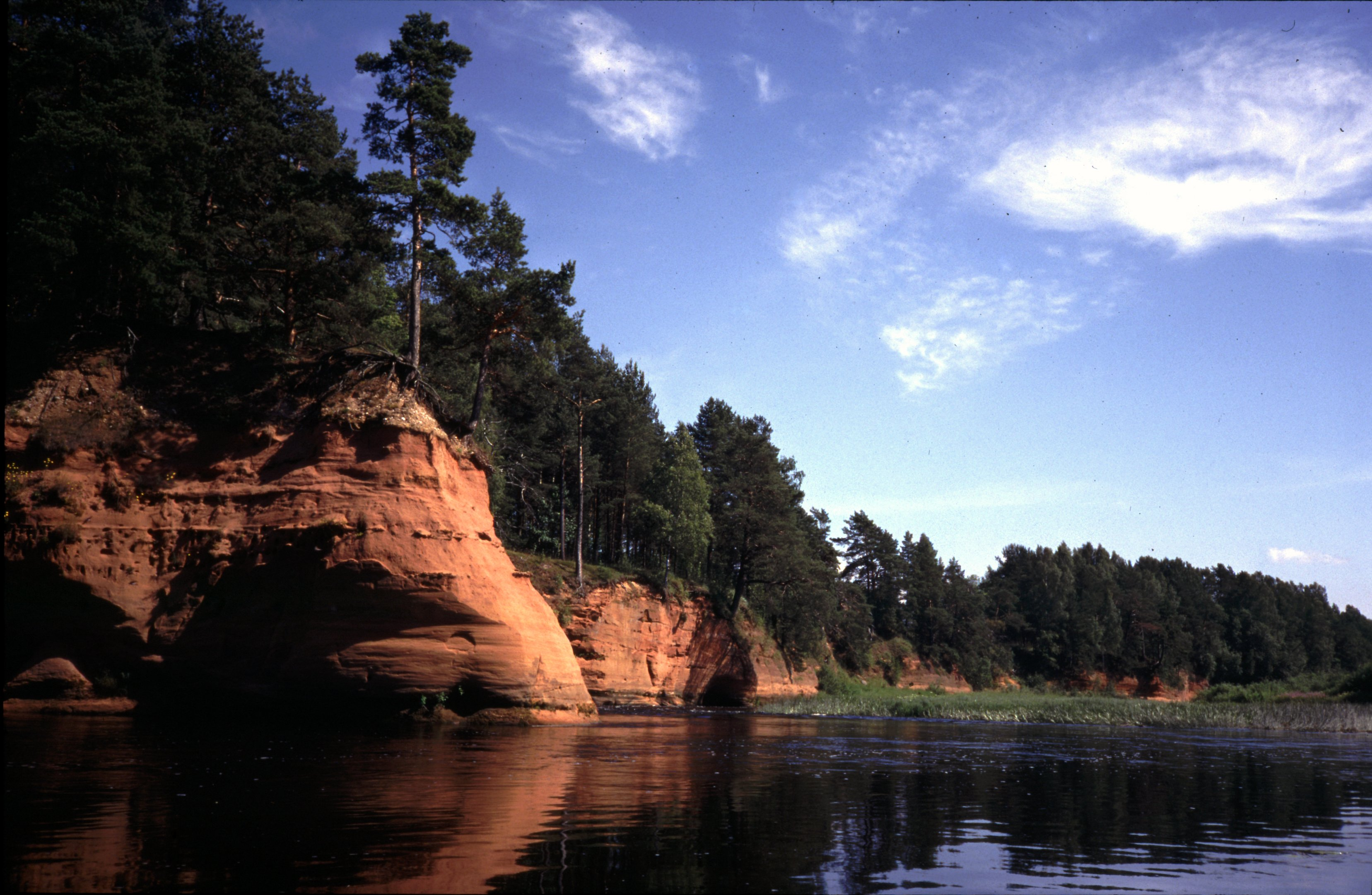
Піщаний берег річки Салаца
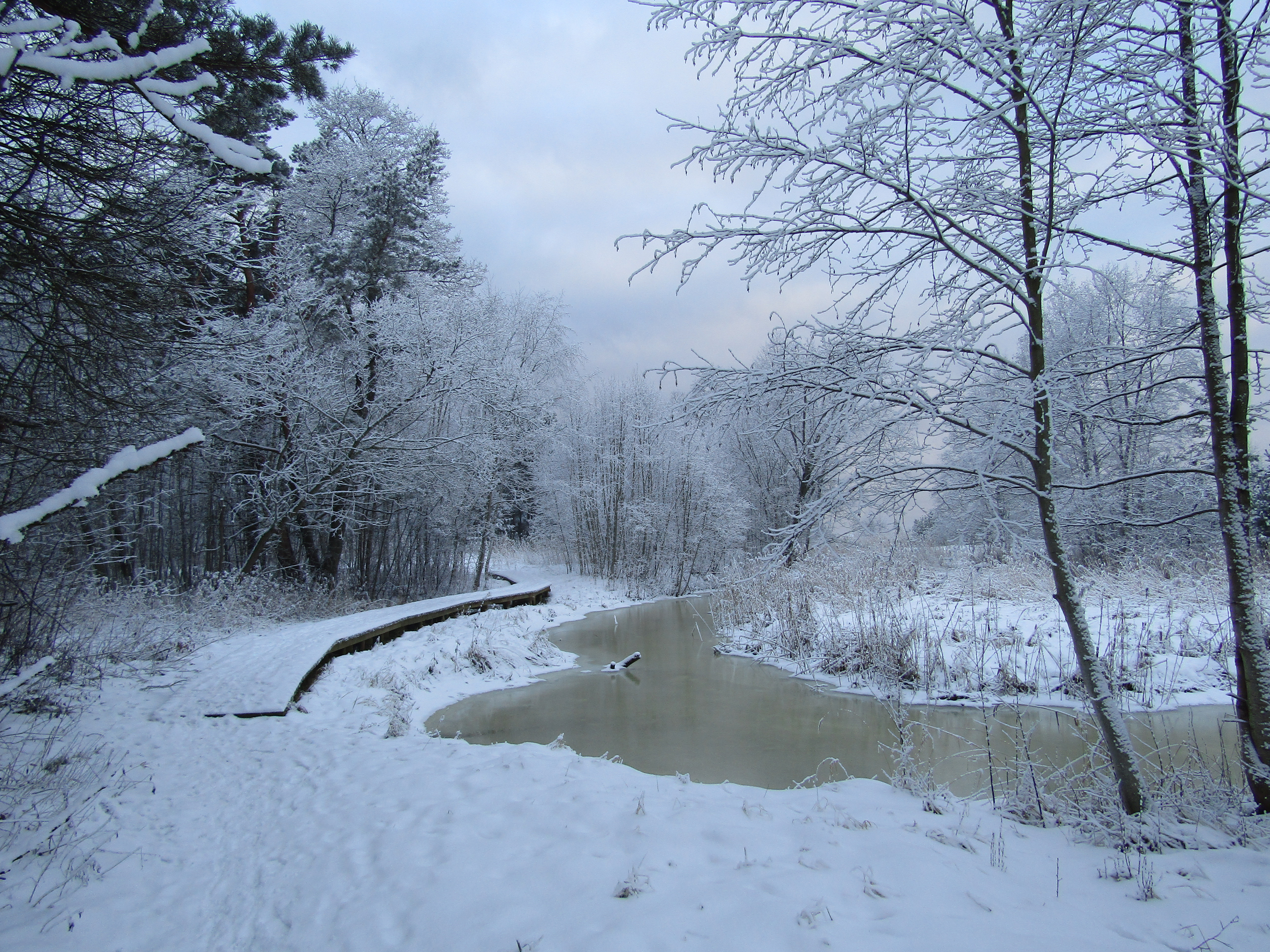
Заповідник взимку
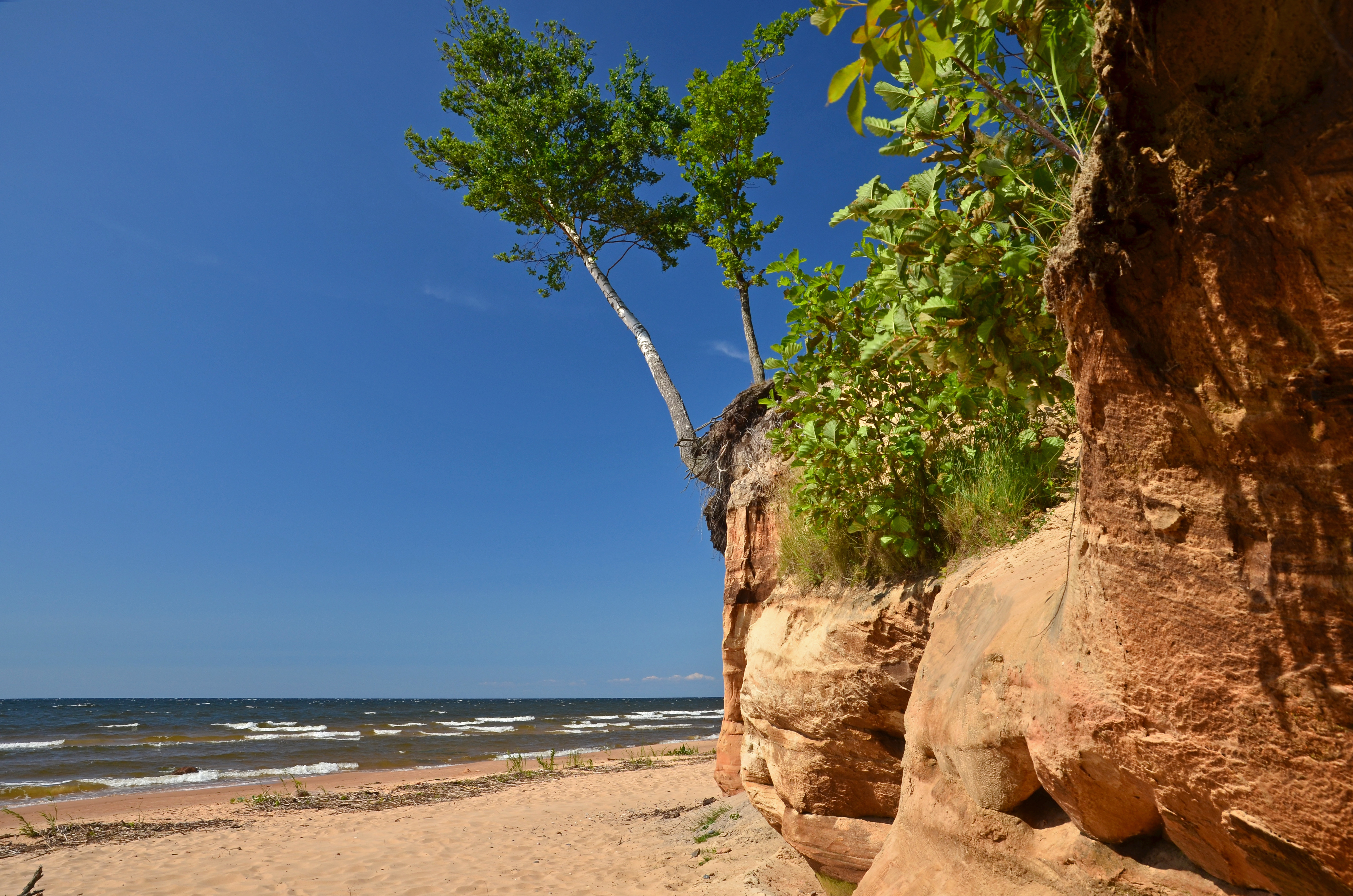
Пляж із піщаними скелями
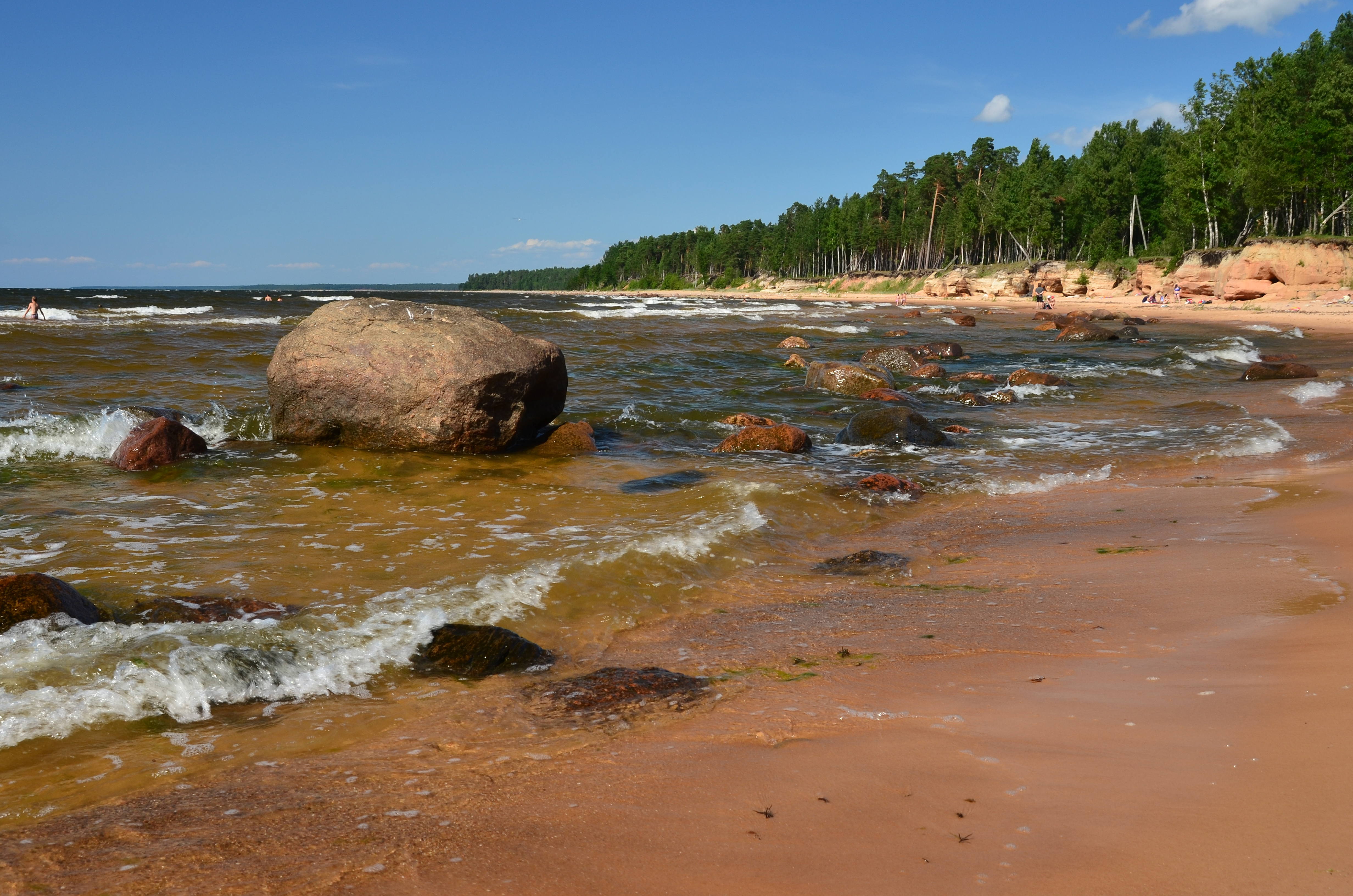
Кам'яні брили у воді
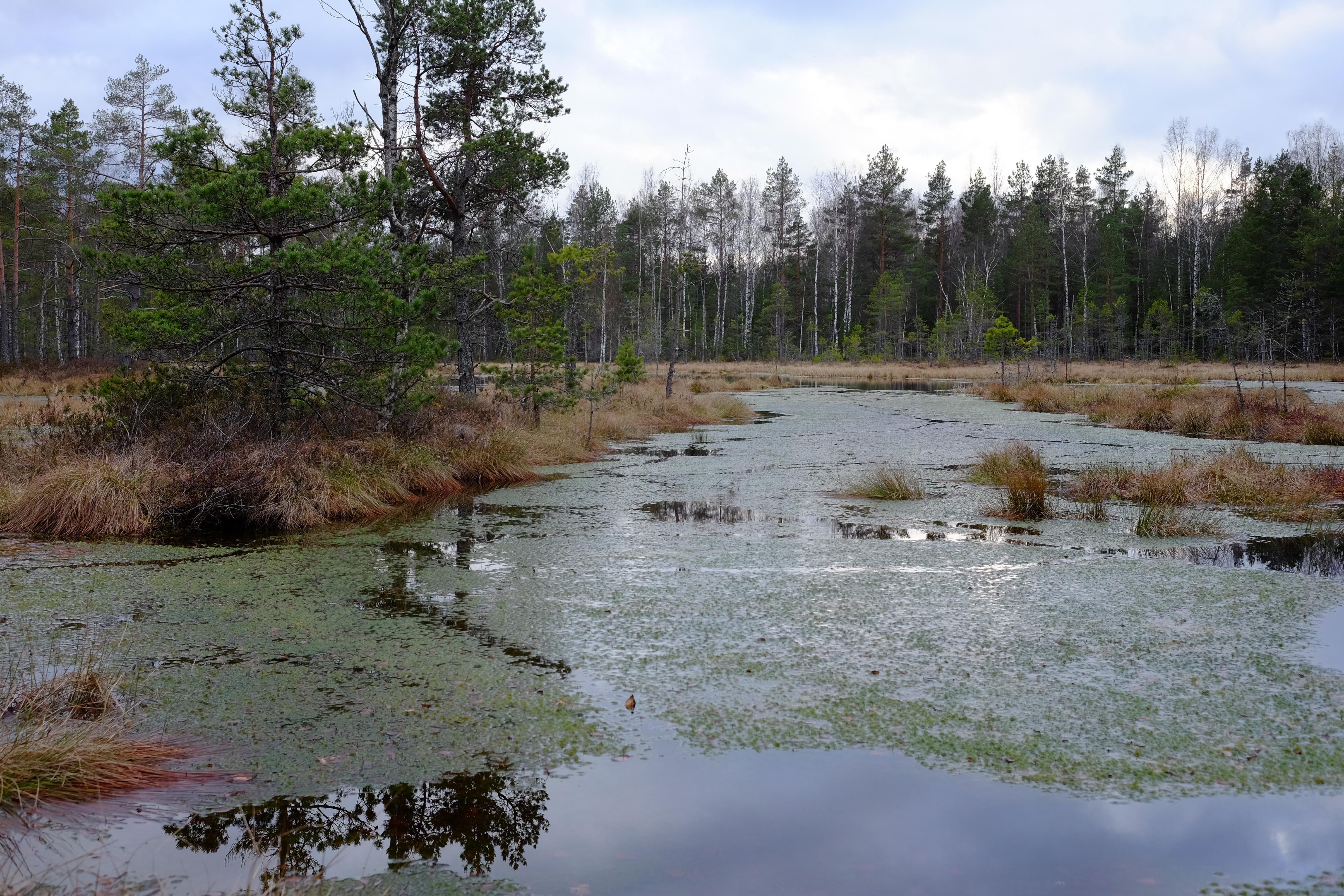
Болота на території заповідника